# Голдбек
Голдбек (њем. Goldbeck) општина је у њемачкој савезној држави Саксонија-Анхалт. Једно је од 26 општинских средишта округа Штендал. Према процјени из 2010. у општини је живјело 1.592 становника. Посједује регионалну шифру (AGS) 15090180.

## Географски и демографски подаци
Голдбек се налази у савезној држави Саксонија-Анхалт у округу Штендал. Општина се налази на надморској висини од 26 метара. Површина општине износи 26,8 km². У самом мјесту је, према процјени из 2010. године, живјело 1.592 становника. Просјечна густина становништва износи 59 становника/km².